# Emanuele Occelli
Emanuele Occelli (Dronero, 25 luglio 1926 – Torino, 5 novembre 2017) è stato un poeta e pianista italiano.

## Biografia
Si diplomò al Conservatorio Giuseppe Verdi di Torino e poi in lettere moderne sempre a Torino, discutendo una tesi in letteratura inglese nel 1950. Tenne concerti sia in Italia che all'estero.. Fu inviato speciale de Il Popolo Nuovo e consulente musicale alla RAI-TV presso le sedi di Milano e di Torino.
Fin dal 1955 pubblicò scritti. Ebbe spesso modo di collaborare con Rebellato Editore, Giappichelli Editore, Edizioni dell'Orso, Joker edizioni, Hattusas ed altre. Nella sua carriera vinse il premio letterario "La Mole". Fu recensito da Mario Marchisio.

## Pubblicazioni principali
- Prime liriche (Milano, 1955)
- Con inutili fiori tra le dita (Fossalta di Piave, Rebellato, 1980)
- La dama dai fiori di campo (Torino, Giappichelli Editore, 1981)
- Cogliendo fiori azzurri (Torino, Italscambi, 1982)
- Nel cerchio del bersaglio (Torino, Italscambi, 1986)
- Canti esistenziali (Torino, Italscambi, 1988)
- L'acqua del Lete (Alessandria, Edizioni dell'Orso, 1992)
- Catalogo d'ombra (Alessandria, Edizioni dell'Orso, 1993)
- La stagione dei versi tristi (Torino, Genesi editrice, 1994)
- Opera poetica (Novi Ligure, Joker edizioni, 1997)
- Il sogno di Melissa (diario in prosa poetica) (Torino, Bodrato, 1997)
- Il clamore del silenzio (Como, Hattusas, 1999)
- L'usignolo trasparente (Torino, Lorenzo Editore, 1999)
- Canti d'un anno (Firenze Libri, 2001)
- Poesie complete (Raccolta in tre volumi delle precedenti poesie) (Como, Hattusas, 2000-2002)
- Oltre lo specchio, opera in prosa, con Introduzione di Lionello Sozzi e a cura di Franco Pappalardo La Rosa (Alessandria, Edizioni dell'Orso, 2004)
- Il paginista, opera di narrativa, a cura e con Nota introduttiva di Franco Pappalardo La Rosa (Novi Ligure, Joker edizioni, 2004)
- Trentadue canti (Como, Hattusas, 2009)
- L'ultimo canto del cigno (Como, Hattusas, 2011)